# Exformation
Exformation (Originalschreibweise im Dänischen: eksformation) ist ein Begriff, der im Jahr 1991 vom dänischen Wissenschaftsjournalist und Sachbuchautor Tor Nørretranders in seinem Buch Spüre die Welt. Die Wissenschaft des Bewußtseins (Originaltitel: Mærk verden) geprägt wurde. Die Aussage des Begriffs ist „absichtlich ausgelassene Information“. Zudem wurde der Begriff auch in anderen Bedeutungen hinsichtlich Information verwendet, beispielsweise als Begriff für „nützliche und relevante Information“ oder als eine spezielle Art von Informationsexplosion.

## Bedeutung nach Nørretranders
Effektive Kommunikation basiert auf einem geteilten Wissensbestand zwischen den kommunizierenden Personen. Durch das Nutzen von Wörtern, Geräuschen und Gestiken gibt der Sprechende absichtlich einen großen Bestand an Informationen ab, der jedoch implizit bleibt. Dieser geteilte Kontext wird als Exformation bezeichnet.
Exformation ist alles, was man nicht wirklich sagt, aber im Sinn hat, wenn, oder bevor, man überhaupt etwas sagt. Information hingegen ist die messbare, nachweisbare Äußerung, die tatsächlich gesagt wird.
Wenn jemand über Computer redet, dann wird das Gesagte mehr Sinn für eine Person haben, die schon eine vorherige Ahnung darüber besitzt, was ein Computer ist, wofür er gut ist und in welchem Kontext man auf einen stoßen könnte. Von dem informellen Inhalt der Nachricht alleine lässt sich nicht die Menge an Exformation ableiten.
1862 schrieb der Autor Victor Hugo seinem Verleger, um nach dem Erfolg seinen neuesten Buches, Les Misérables, zu fragen. Hugo schrieb lediglich das Satzzeichen „?“ in seine Nachricht, worauf der Verleger mit dem Satzzeichen „!“ antwortete, um mitzuteilen, dass es sich gut verkauft. Dieser Nachrichtenaustausch hätte für eine dritte Person keinen Sinn, da der geteilte Kontext einzigartig für die Beteiligten ist. Die Menge an Information (ein einzelnes Satzzeichen) war extrem gering, doch durch die Exformation wird die Bedeutung klar vermittelt.

“Thought, argues Nørretranders, is in fact a process of chucking away information, and it is this detritus (happily labelled exformation) that is crucially involved in automatic behaviours of expertise (riding a bicycle, playing the piano), and which is therefore the most precious to us as people.”

„Denken, argumentiert Nørretranders, ist tatsächlich ein Prozess um Informationen weg zu werfen und es ist dieser Detritus (glücklich als Exformation bezeichnet), der entscheidend in automatischen Verhaltensweisen mit Fachwissen (Fahrradfahren, Klavier spielen) ist und damit der wertvollste [Prozess] für uns Menschen ist.“